# CA Chacarita Juniors
Club Atlético Chacarita Juniors is een Argentijnse voetbalclub uit Villa Crespo, Buenos Aires. De club werd opgericht op 1 mei 1906. De thuiswedstrijden worden in het Chacarita Juniors Stadium gespeeld, dat plaats biedt aan 24.300 toeschouwers. De clubkleuren zijn rood-zwart.

## Erelijst
Nationaal
- Primera División Argentinië
  - Winnaar 1969-Metropolitano

## Bekende (ex-)spelers
- Ángel Bargas
- Gustavo Colman
- Matías Emilio Delgado
- Leonardo Fernández
- Carlos Fernando Navarro Montoya
- Ariel Rosada
- Javier Pinola
- Daniel Revelez
- Juan Carlos Villamayor